# Бульвар Сен-Жермен

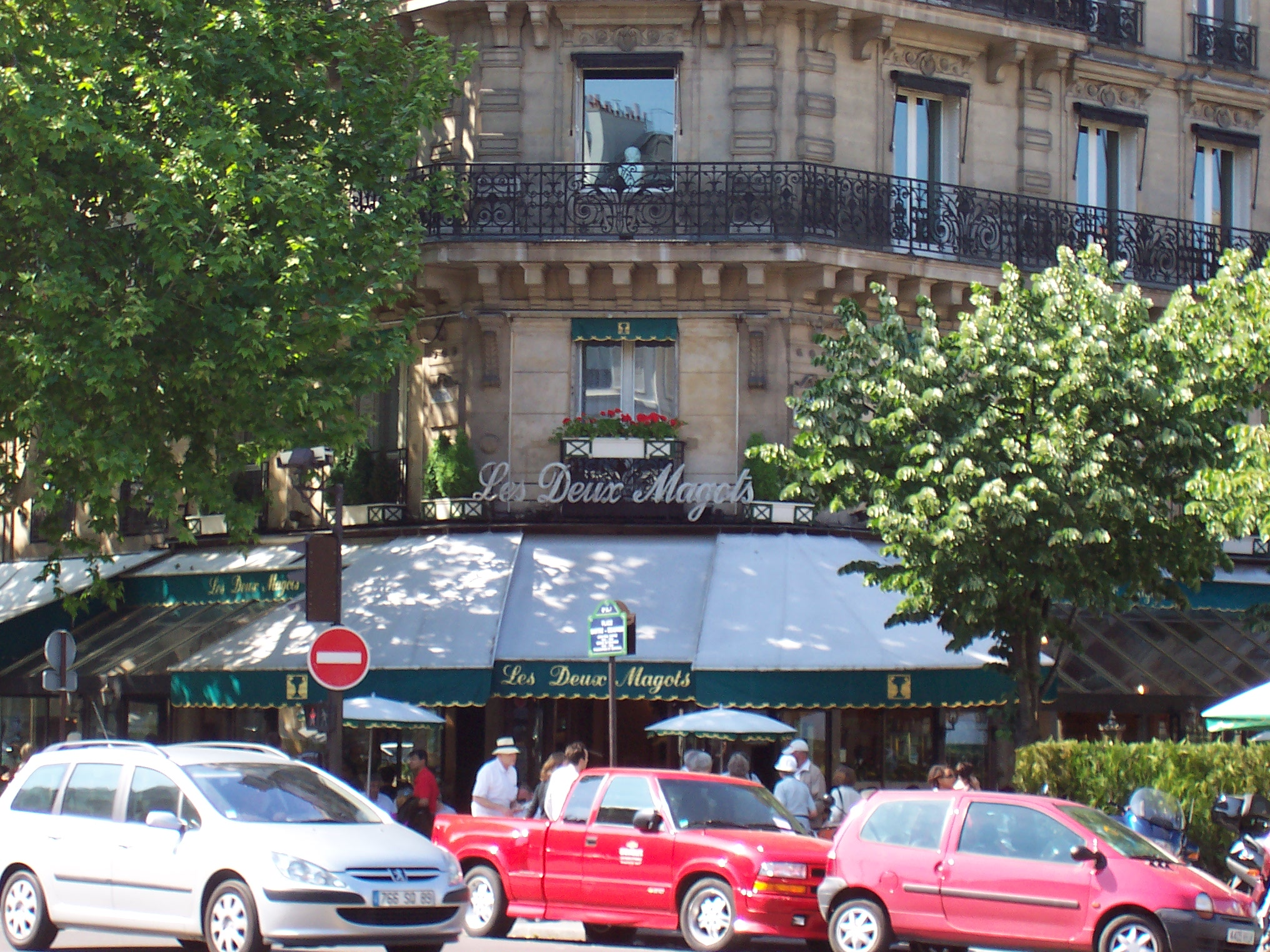
Знаменита літературна кав'ярня Les Deux Magots

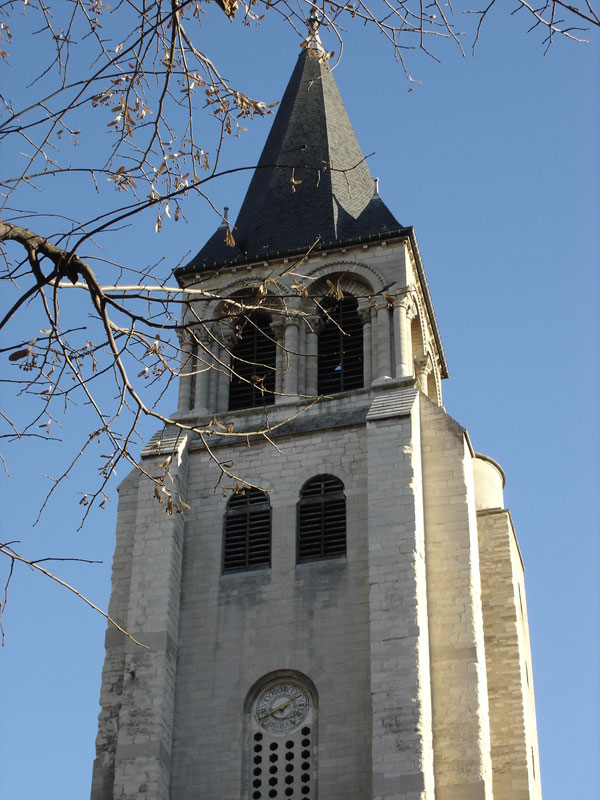
Дзвіниця монастирської церкви Сен-Жермен-де-Пре

Бульвар Сен-Жермен (фр. Boulevard Saint-Germain) — головна транспортна артерія Парижа на лівому березі Сени.
Бульвар прокладено дугою від мосту Сюллі на сході до мосту Згоди на заході. Бульвар перетинає V, VI і VII муніципальний округ Парижа. Бульвар Сен-Жермен перетинає інший великий бульвар — бульвар Сен-Мішель, прокладений з півночі на південь.

## Історія
Бульвар завдячує своїй назві колишньому абатству Сен-Жермен-де-Пре, що в Середньовіччі розташовувалося приблизно на середині сьогоднішнього бульвару. На схід від церкви абатства бульвар перетинає Латинський квартал, а на заході Фобур Сен-Жермен, колишнє передмістя, яке у XVIII столітті було улюбленим місцем проживання аристократії.
З 30-их років XX століття в районі Сен-Жермен-де-Пре часто оселялися студенти, оскільки звідси було недалеко до Сорбонни. Тут було засновано багато кав'ярень, найпопулярніші з яких Les Deux Magots та Café de Flore, відомі насамперед як місця спілкування екзистенціалістів на чолі з Жаном-Полем Сартром та Сімоною де Бовуар.
Сьогодні Бульвар Сен-Жермен — це насамперед вулиця з багатьма магазинами мод, книгарнями й кав'ярнями.
У будинку N° 184 з 1878 року знаходиться осідок Французького географічного товариства (Société de Géographie), найстарішого географічного товариства у світі.

## Собор Володимира Великого
У каплиці колишнього госпіталю «Шаріте» на бульварі Сен-Жермен знаходиться Собор святого Володимира Великого — катедральний храм апостольського екзархату для українців греко-католиків у Франції, країнах Бенілюксу та Швейцарії. Офіційна адреса собору: rue des Saints-Pères, 51.

## Сквер Тараса Шевченка
На перетині вулиці Сен-Перес і бульвару Сен-Жермен розташований сквер Тараса Шевченка, в якому 1978 року був установлений пам'ятник українському поетові.